# Sedimenteintrag
Mit Sedimenteintrag beschreibt man den Eintrag von Sediment in Gewässer.
Der Sedimenteintrag in Fließgewässer ist normalerweise Teil der natürlichen Morphologie und belastet die Gewässerfauna nicht. Zu einem erhöhten Sedimenteintrag kommt es oft durch menschliche Eingriffe in das Gewässersystem. Hier ist vor allem der Anschluss von Regenentwässerungen oder Flussbegradigungen zu nennen, aber andere erosionsfördernde Effekte können die Sandfracht von Fließgewässern stark erhöhen. Die Auswirkung von erhöhtem Sedimenteintrag kann eine Versandung oder Verschlammung der Gewässersohle bewirken.
Unter natürlichen Bedingungen findet die Gewässerfauna meist Sohlsubstrat vor, das im Gebirge steinig bis kiesig, in mittleren Lagen sandig und in Gegenden mit nur geringen Flussgefälle schlammig ist. Je nach Substrat kann es den typischen Fisch-, Muschel- oder Insektenarten als Versteck und Lebensraum dienen. Veränderungen des Substrates können daher deutliche Auswirkungen auf die gesamte Fauna eines Fließgewässers haben.
Im Wesentlichen unterscheidet man den punktuellen und den diffusen Sedimenteintrag.
Der punktuelle Sedimenteintrag bezeichnet einzelne Sedimentquellen wie beispielsweise Regenwassereinleitungen oder eine durch Viehtritt zerstörte Ufervegetation.
Mit diffusem Sedimenteintrag beschreibt man den Sedimenteintrag der nicht auf einzelne Quellen zurückzuführen ist, sondern die stetige Erhöhung der Sandfracht auf der Strecke eines Fließgewässers.